# Lodomeria

Huy hiệu

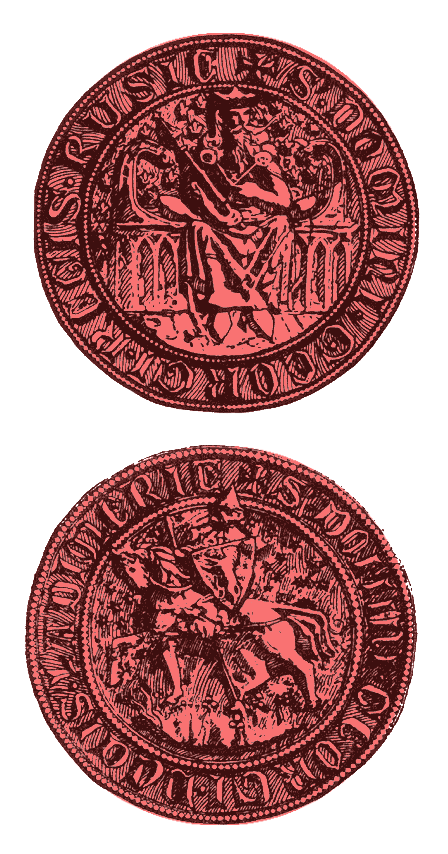
Con dấu của Giorgi, Regis Rusie, Ducis Ladimerie; ("Ladimerie" xuất hiện trên mặt có hiệp sĩ)

Lodomeria là tên gọi Latinh hóa của Volodymyr (tiếng Slav cổ: Володимѣръ, Volodiměrŭ; tiếng Ukraina: Лодомерія, Lodomeriia), một thân vương quốc của người Ruthenia còn được gọi là Thân vương quốc Volhynia, do Vương triều Ryurik thành lập vào năm 987 tại phần phía tây của Kiev Rus'. Thân vương quốc này tập trung tại khu vực Volhynia, trải trên biên giới của Ba Lan, Ukraina và Belarus ngày nay. Thân vương quốc Volodymyr nổi lên trong tiến trình của thế kỷ 12 cùng với Thân vương quốc Halych.
"Vladimir" là dạng tiếng Nga của tên gọi thành phố mà nay gọi là Volodymyr, là thủ đô của thân vương quốc.
Sau phân chia Ba Lan lần thứ nhất vào năm 1772, cái tên "Vương quốc Galicia và Lodomeria" (có lẽ liên quan đến Vương quốc Galicia–Volhynia) đã được chế độ quân chủ Habsburg đặt cho các lãnh thổ Ba Lan mà họ giành được, trong khi hầu hết khu vực Volhynia (bao gồm cả thành phố Vladimir) vẫn là một phần của Ba Lan cho đến khi bị Đế quốc Nga sáp nhập vào năm 1795 trong phân chia Ba Lan lần thứ ba - dù Habsburg nhận được thành phố nhỏ Belz.
Lodomeria cùng với Galicia tạo thành một trong nhiều tước hiệu của Hoàng đế Áo, là "người thống trị Vương quốc Galicia và Lodomeria". Tuy nhiên, Lodomeria chỉ tồn tại trên giấy, không có lãnh thổ và không thể tìm thấy trên bất kỳ bản đồ nào.
Một mục trong American Notes and Queries xuất bản năm 1889 xác định Lodomeria là một khu cổ xưa của Ba Lan nằm ở phía đông của đất nước. Khoảng năm 988, Đại vương công Ruthenia là Vladimir Sviatoslavich (tiếng Ukraina: Volodymyr) thành lập thị trấn Volodymyr, theo tên ông. Năm 1198, một trong những hậu duệ của ông là Roman Mstislavich gọi lãnh địa của mình là "Vương quốc Galicia và Lodomeria". Năm 1340, Quốc vương Kazimierz của Ba Lan sáp nhập Lodomeria vào Ba Lan.